# 34. hrvatska divizija NOVJ-a
34. hrvatska udarna divizija NOVJ-a formirana je naredbom Glavnog štaba NOV i PO za Hrvatsku od 30. siječnja 1944. godine na području Žumberka, Pokuplja i Turopolja od omladinske brigade „Joža Vlahović“, brigade „Franjo Ogulinac Seljo“, Žumberačkog i Turopoljsko-posavskog NOP odreda, jačine 3363 borca naoružanih sa 2378 pušaka, 77 automata, 105 puškomitraljeza, 49 mitraljeza, 22 minobacača, 3 protutenkovska topa i 1 topom. Bila je u sastavu Četvrtog korpusa NOVJ-a i operirala na području Žumberka, Pokuplja, Turopolja i u sjevernim dijelovima Korduna i Banije.

## Borbeni put divizije
Odmah poslije formiranja, braneći slobodni teritorij Žumberka i Pokuplja, divizija je vodila oštre borbe protiv postrojbi njemačke Prve kozačke konjičke divizije, ustaša i domobrana, a u veljači i ožujku razbila neprijatelja u Odri (3. veljače), u Brezovici, Golom Bregu i Horvatima (5. ožujka), Draganiću (19./20. ožujka) kod Gornje Kupčine, Hudovskog Brega, Svete Margarete (23. ožujka), Hrženika, Strmca, Donjeg Pribića i Gornje Kupčine (28. ožujka). U travnju je težište operacija divizije bilo u Pokuplju. Postrojbe divizije su 6. travnja odbile napad dijelova njemačke Prve kozačke konjičke divizije i Zagrebačkog posadnog zdruga kod Kravarskog, Čakaneca i Gornjeg Hruševca, 9. travnja porušile prugu između Turopolja i Lekenika, 12. travnja prugu Zagreb—Sisak i poslije osmosatne borbe odbile napad ustaša kod Plešivice, a 20. travnja u području Pribića, Sorževa i Hutina. Iz sastava divizije izašla je 1. svibnja 1944. omladinska brigada „Joža Vlahović“, a ušla Karlovačka brigada.
Od 26. do 28. travnja, postrojbe divizije vodile su žestoke borbe protiv ustaško-domobranskih i njemačkih snaga na Žumberku, pa su bile prisiljene povući se u Sloveniju. Poslije povratka na Žumberak, 14./15. svibnja napale su Gornje i Donje Izimje i Stančake, a 31. svibnja zauzele su Ponikve. Sa prelaskom Osme divizije NOVJ-a na operativno područje 34. divizije 15. lipnja oslobođen je Buševec, 17./18. lipnja Blatnica, 21./22. i 24./25. lipnja porušili su željezničku prugu Zagreb—Karlovac i odbijali 22. lipnja na području Svete Jane a od 27. lipnja do 2. srpnja i od 10. do 16. srpnja napade njemačkih, ustaških i domobranskih snaga na slobodni teritorij Žumberka. Poslije povratka Osme divizije na Kordun, 34. divizija bila je angažirana u mobilizaciji, izvođenju diverzija na komunikacijama Zagreb–Karlovac i Zagreb—Sisak, i u prebacivanju hrane iz Posavine za Pokuplje. U srpnju je u sastav divizije ušao Karlovački partizanski odred, 27. kolovoza od Žumberačkog NOP odreda formirana je Žumberačka brigada, a sredinom rujna 1944. formiran je i Samoborsko-jaskanski partizanski odred.
Postrojbe 34. divizije su od 1. do 8. rujna porušile prugu Zagreb—Karlovac. Dijelovi divizije sudjelovali su od 26. do 29. rujna u neuspjelom napadu četvrtog korpusa na Sunju; početkom listopada zajedno s postrojbama Osme kordunaške divizije vodila je oštre borbe protiv njemačkih i ustaško-domobranskih snaga; 2. listopada zauzele su ustaška uporišta u selima Živaja, Gornjim i Donjim Cerovljanima, 3./4. listopada Mavračiće, 13./14. listopada napale su ustaška i domobranska uporišta Mala Mlaka, Sv. Klara i Žažina, nanijevši neprijatelju gubitke od 77 poginulih, 79 ranjenih i 59 zarobljenih. Do kraja 1944., divizija je operirala odvojeno po brigadama i partizanskim odredima duž komunikacija Zagreb—Karlovac, Karlovac—Metlika i Zagreb—Sisak. Sudjelovala je u oslobođenju Peščanice i Lekenika 22./23. studenog, u borbama kod sela Babica (blizu Podsuseda) 10. prosinca gdje je zarobljeno 206 neprijateljskih vojnika i zaplijenjeno 12 minobacača, sa 1956 mina, 7 mitraljeza, 15 puškomitraljeza, 218 pušaka, 10 pištolja, 8 automata, 55 000 metaka, 400 bombi i ostalog materijala; 20. prosinca ponovno su zauzele Draganiće, 24. prosinca Domagović i Lazinu gdje je bio zaplijenjen jedan top sa 71 granatom, 4 minobacača sa 707 mina, 7 mitraljeza, 3 puškomitraljeza i 53 puške. Naredbom Glavnog štaba NOV i PO za Hrvatsku od 31. prosinca 1944. godine, divizija je proglašena udarnom. U njezin sastav ušao je 22. veljače 1945. i Posavski partizanski odred Desetog korpusa NOVJ-a.
Od siječnja do sredine svibnja 1945. divizija je operirala na svom operativnom području. Sudjelovala je u završnim borbama za oslobođenje Pokuplja i Žumberka; 15./16. siječnja oslobodila je Luku i Rečicu, 28. siječnja Zažinu, 1. veljače kod sela Jamničke Kiselice njeni dijelovi pretrpjeli su znatne gubitke protiv postrojbi njemačkog Prvog rezervnog lovačkog puka, 5. veljače odbila napade ustaša kod Petrovca i Jazvenika, 25./26. veljače oslobodila Odru i porušila prugu Zagreb—Sisak na 32 mjesta, 2. ožujka napala iz zasjede u području Mrakovo—Starjak njemačku kolonu i nanijela joj znatne gubitke, 18. ožujka kod Hasan-Brega, Žeravice, Velike i Bratine odbila napad Nijemaca i ustaša, 23. ožujka oslobodila Budrovce, a 26./27. marta Zdenčinu. Od 25. ožujka do 2. travnja njezini dijelovi odbili su napad ustaša i domobrana kod Petrinje i Gline. U travnju je sudjelovala u borbama na Kordunu pri oslobođenju Kamenice i Skradnika i sudjelovala Trinaestoj diviziji pri oslobođenju Tounja i Zdenca, a od 1. do 7. svibnja 1945. u sastavu Karlovačke operativne grupe divizija u oslobođenju Karlovca.
Krajem travnja 1945. rasformirani su Posavski, Karlovački i Turopoljsko-posavski NOP odred, pa je divizija u svom sastavu imala Žumberačku, Karlovačku i brigadu „Franjo Ogulinac Seljo“, s ukupno 6544 borca.

## Vanjske poveznice
- 34. udarna divizija NOV i PO – Vladimir Hlaić